# Ohio Glory
De Ohio Glory (of simpelweg de Glory) is een voormalig professioneel American footballteam uit Columbus, Ohio. De Glory behoorde tot de 10 teams die speelden in de voormalige World League of American Football (WLAF), een semiprofessionele competitie met teams uit de Verenigde Staten, Canada en Europa. Het team kwam uit in de Noord-Amerika Oost-divisie.
Het team werd opgericht in 1992 toen er een plaats vrij kwam in de WLAF, nadat de Raleigh-Durham Skyhawks gestopt waren. De Glory was echter geen lang leven beschoren, omdat de WLAF aan het einde van het seizoen werd opgeheven door een gebrek aan interesse bij de NFL investeerders. Dit betekende tegelijkertijd het einde voor Ohio Glory.

## Resultaten per seizoen
W = Winst, V = Verlies, G = Gelijk, R = Competitieresultaat
| Seizoen           | W | V | G | R         | Play-off resultaat |
| ----------------- | - | - | - | --------- | ------------------ |
| Ohio Glory (WLAF) |   |   |   |           |                    |
| 1992              | 1 | 9 | 0 | 4e plaats | --                 |

Noord-Amerika West:
Birmingham Fire · Sacramento Surge · San Antonio Riders
Noord-Amerika Oost:
Montreal Machine · New York/New Jersey Knights · Orlando Thunder · Raleigh-Durham Skyhawks · Ohio Glory
Europa:
Barcelona Dragons · Frankfurt Galaxy · London Monarchs